# حدث في دمشق (مسلسل)
حدث في دمشق مسلسل سوري عرض في رمضان 1434هـ/2013م،

## قصة المسلسل
تدور أحداث المسلسل خلال فترتين زمنيتين بسوريا الأولى عام 1947 حيث يتم رصد التحولات الجذرية التي طرأت على فلسطين والمرحلة الثانية مع دخول القرن العشرين حيث استعراض مصير الكثير من الشخصيات وتطورها مع تطور الأحداث السياسية.

## أبطال المسلسل
- سلاف فواخرجي
- مصطفى الخاني
- وائل رمضان
- ديمة قندلفت
- ميسون أبو أسعد
- وضاح حلوم
- لينا دياب
- محمود نصر
- محمد الأحمد
- مأمون الفرخ
- رنا العظم
- جابر جوخدار